# Lycaena yankardensis
Lycaena yankardensis är en fjärilsart som beskrevs av M. Lycaena yankardensis ingår i släktet Lycaena och familjen juvelvingar. Inga underarter finns listade i Catalogue of Life.